# Валенсійська архідіоцезія
Валенсі́йська архідіоце́зія (лат. Archidioecesis Valentinus; ісп. Arxidiòcesi de València) — архідіоцезія римського обряду Католицької церкви в Іспанії, з центром у місті Валенсія.  Входить до складу Валенсійської церковної провінції.  Заснована 9 липня 1492 року. Голова — архієпископ Валенсійський. Центральний храм — Валенсійський собор. Суфраганні діоцезії — Ібіська, Майоркська, Меноркська, Оріуело-Алікантська, Сегорбе-Кастельонська. Площа — 13,060 км². Населення — 3,213,000 ос.; з них католики — 3,030,000 ос. (94.3%). Чинний голова — Антоніо Каньсарес Льовера, архієпископ Валенсійський.

## Валенсійська церковна провінція
- Валенсійська архідіоцезія
- Ібіська діоцезія
- Майоркська діоцезія
- Меноркська діоцезія
- Оріуело-Алікантська діоцезія
- Сегорбе-Кастельонська діоцезія

## Архієпископи
- Антоніо Каньсарес Льовера

## Статистика
Згідно з «Annuario Pontificio» і Catholic-Hierarchy.org:
| Рік  | Населення | Населення | Населення | Священики | Священики | Священики | Священики           | Диякони | Ченці    | Ченці | Парафії |
| Рік  | католики  | загалом   | %         | загалом   | секулярні | ченці     | вірних на священика | Диякони | чоловіки | жінки | Парафії |
| ---- | --------- | --------- | --------- | --------- | --------- | --------- | ------------------- | ------- | -------- | ----- | ------- |
| 1950 | 1.650.000 | 1.660.000 | 99,4      | 1.153     | 773       | 380       | 1.431               |         | 600      | 3.925 | 432     |
| 1970 | ?         | 1.886.742 | ?         | 1.826     | 1.143     | 683       | ?                   |         | 704      | 4.420 | 606     |
| 1980 | 2.165.050 | 2.279.571 | 95,0      | 1.525     | 1.007     | 518       | 1.419               | 1       | 861      | 3.691 | 654     |
| 1990 | 2.200.100 | 2.315.901 | 95,0      | 1.536     | 918       | 618       | 1.432               |         | 942      | 3.608 | 659     |
| 1999 | 2.294.000 | 2.415.000 | 95,0      | 1.516     | 810       | 706       | 1.513               |         | 928      | 3.530 | 651     |
| 2000 | 2.369.422 | 2.383.912 | 99,4      | 1.505     | 799       | 706       | 1.574               |         | 928      | 3.530 | 651     |
| 2001 | 2.387.088 | 2.401.938 | 99,4      | 1.556     | 801       | 755       | 1.534               |         | 900      | 3.515 | 651     |
| 2002 | 2.298.415 | 2.419.385 | 95,0      | 1.569     | 790       | 779       | 1.464               |         | 890      | 4.025 | 651     |
| 2003 | 2.294.307 | 2.499.357 | 91,8      | 1.556     | 786       | 770       | 1.474               |         | 875      | 4.025 | 652     |
| 2004 | 2.484.037 | 2.562.333 | 96,9      | 1.538     | 788       | 750       | 1.615               |         | 850      | 3.800 | 652     |
| 2010 | 3.030.000 | 3.213.000 | 94,3      | 1.521     | 761       | 760       | 1.992               | 10      | 870      | 3.810 | 650     |
| 2014 | 3.041.000 | 3.225.000 | 94,3      | 1.541     | 731       | 810       | 1.973               | 16      | 965      | 3.820 | 647     |